# RMS Saxonia (1954)
El RMS Saxonia fue un transatlántico británico construido en los astilleros John Brown & Company en Clydebank, Escocia para la compañía naviera Cunard Line para dar servicio en la línea entre Liverpool y Montreal. Fue el segundo barco de la empresa con este nombre, y fue el primero de cuatro barcos hermanos casi idénticos construidos por John Brown & Company entre 1954 y 1957 para la misma línea entre Reino Unido y Canadá. 
La primera pareja de dichos barcos, el Saxonia y el Ivernia, fueron reconstruidos de forma extensa entre 1962/3 con el propósito de que sirvieran tanto para el uso transatlántico como de crucero. Fueron rebautizados Carmania y Franconia respectivamente y pintados bajo el mismo patrón de colores verdes que el RMS Caronia. 

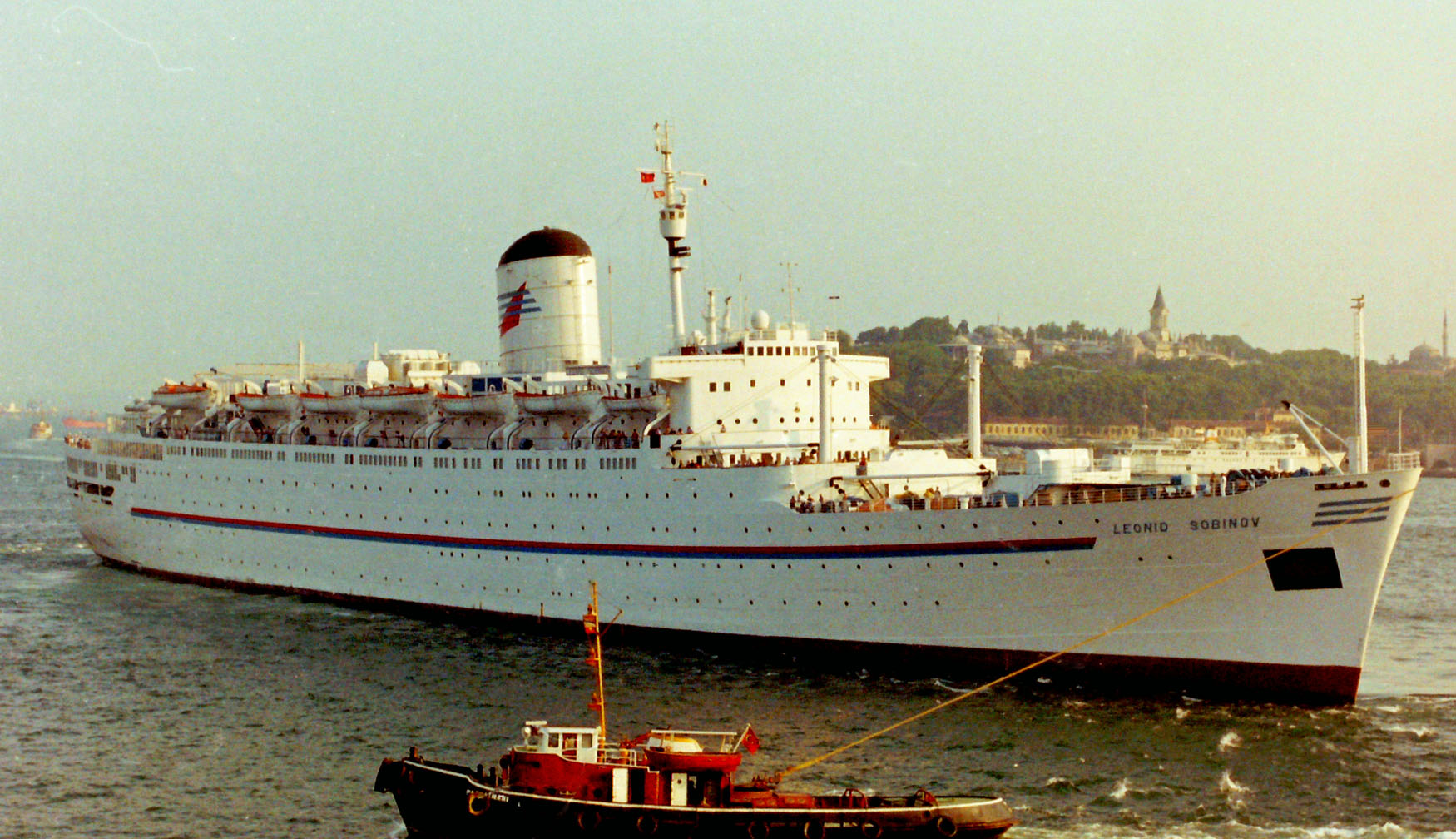
El Leonid Sobinov en Estambul, el 1 de agosto de 1992.

El Carmania continuó realizando cruceros y cruces transatlánticos hasta septiembre de 1967, cuando Cunard cerró la ruta hacia Montreal. Tanto el Carmania como su buque hermano fueron pintados de blanco a finales de 1966, y desde 1968 el Carmania navegó como barco de crucero a tiempo completo, hasta su retirada después de llegar a Southampton en su último viaje bajo bandera de Cunard, el 31 de octubre de 1971. En agosto de 1973 fue adquirido por la compañía Black Sea Shipping Company de la Unión Soviética, siendo rebautizado como SS Leonid Sobinov.